# Oksana Zabuzhko
Oksana Stefánivna Zabuzhko (en ucraniano, Оксана Стефанівна Забужко) es una novelista, poeta y ensayista ucraniana. Sus obras han sido traducidas a varios idiomas. 
Estudió filosofía en la Universidad de Kiev donde se doctoró en estética en 1987. Impartió clases en la Universidad Estatal de Pensilvania en 1992 como escritora invitada, y de literatura ucraniana en Harvard y Pittsburgh. Actualmente trabaja en el instituto filosófico Hryhori Skovorodá de la Academia Nacional de Ciencias de Ucrania.

## Vida
Nació el 19 de septiembre de 1960 en Lutsk, Ucrania. El padre de la escritora, Stefán Ivánovich Zabuzhko (1926-1983), profesor, crítico literario y traductor (quien tradujo por primera vez al ucraniano las obras del compositor y escritor checo Ilja Hurník), fue reprimido durante la época de Stalin. Teniendo en cuenta que su padre era profesor, la escritora recibió sus estudios filológicos en casa.
Las represiones iniciadas en septiembre de 1965 contra la intelectualidad ucraniana obligaron a la familia a abandonar Lutsk, y desde 1968 Oksana Zabuzhko reside en Kiev.
Zabuzhko estudió filosofía en la Universidad de Kiev, donde también se doctoró en estética en 1987. En 1992, dio clases en la Universidad Estatal de Pensilvania como escritora visitante. Zabuzhko obtuvo una beca Fulbright en 1994 y impartió clases de literatura ucraniana en las Universidades de Harvard y Pittsburgh. En la actualidad trabaja en el Instituto de Filosofía Hryhori Skovorodá de la Academia Nacional de Ciencias de Ucrania.
El 8 de marzo de 2022, Zabuzhko se convirtió en la primera persona que no es ni ciudadano de la UE ni funcionario en intervenir en una sesión plenaria del Parlamento Europeo en Estrasburgo.

## Obra literaria
Según Uilleam Blacker, la obra de Oksana Zabuzhko tiene dos preocupaciones principales: la identidad nacional y el género. La primera novela de Zabuzhko, Field Work in Ukrainian Sex, publicada en 1996, fue recibida con una gran controversia tanto por parte de la crítica como de los lectores. Con su publicación, la comunidad intelectual y los lectores ucranianos se toparon con escrituras feministas innovadoras, provocativas y complejas. Según una encuesta de 2006, esta novela fue reconocida como "el libro que más influyó en la sociedad ucraniana durante los 15 años de la independencia". Hoy en día, es la obra escrita en prosa ucraniana más traducida del mundo (15 idiomas), incluida en muchas listas y clasificaciones de lecturas obligatorias de clásicos modernos de Europa del Este.
Entre sus libros, el más conocido en el género de no ficción es Notre Dame d'Ukraine: Ukrayinka in the Conflict of Mythologies (2007).
Zabuzhko también escribe sobre la historia de Ucrania. Su novela más reciente, The Museum of Abandoned Secrets (2009), trata sobre tres épocas diferentes (Segunda Guerra Mundial, década de 1970 y principios de la década de 2000) y, en particular, el tema del Ejército Insurgente Ucraniano, activo en Ucrania en las décadas de 1940 y 1950, y satanizado y/o silenciado por la historiografía soviética.
Oksana pertenece a la que la erudita escolar Tamara Húndorova denomina, “Generación Post Chernóbil”. La catástrofe de Chernóbil (1986), según Húndorova, no es sólo una de las mayores calamidades de los tiempos modernos, sino también un «acontecimiento simbólico que proyecta escenarios post apocalípticos [...] a la era post atómica».
Lo que es más importante, Chernóbil también marca el fin de la Unión Soviética, al menos el de cualquier legitimidad de su ideología y el comienzo de la nueva sociedad y literatura ucraniana, libre del realismo socialista o que desmantela su legado. Un rasgo importante de la escritura de Oksana Zabuzhko es que está abierta al mundo, haciéndola accesible al lector occidental.
Entre 1995 y 2010, fue vicepresidenta de la rama ucraniana del PEN Club (mientras el presidente era Yevhén Sverstyuk). En el otoño de 2004, hizo mucho por atraer la atención internacional hacia las elecciones presidenciales de Ucrania. En vísperas de la Revolución Naranja, publicó un artículo en el WSJ sobre la Solidaridad Ucraniana.
En junio de 2018, apoyó una carta abierta de figuras culturales, políticos y activistas de los derechos humanos, en la que pedía a los líderes mundiales que se pronunciaran en defensa del director ucraniano preso en Rusia Oleg Sentsov y de otros presos políticos.

## Premios
En 2009, Zabuzhko ganó el Premio Antonóvych, un premio anual de 10.000 dólares otorgado por la Fundación Omelián y Tetiana Antonóvych para obras literarias escritas en ucraniano y para la investigación en estudios ucranianos.
Oksana Zabuzhko se convirtió en la segunda ucraniana en ganar el Premio Angelus de Literatura Centroeuropea en 2013. Este premio polaco de nivel internacional se otorga anualmente a los mejores libros de prosa escritos o traducidos al idioma polaco por un autor vivo cuyas obras "emprendan temas más relevantes para la actualidad, fomenten la reflexión y profundizar en el conocimiento del mundo de otras culturas".
Seis años más tarde, fue galardonada con el Premio Nacional Shevchenko, el premio estatal más importante de Ucrania para obras de cultura y arte, además de uno de los cinco premios estatales de Ucrania otorgados por logros en diversos campos.
Su reconocimiento más reciente es el Premio Mujeres en las Artes de 2020; su propósito es llamar la atención sobre los logros de las artistas femeninas en Ucrania, que han sido históricamente ignoradas por la escena artística ucraniana.

## Obras principales y estilos
La primera novela de Oksana Zabuzhko, titulada Field Work in Ukrainian Sex, es una de las narraciones claves de la literatura postsoviética ucraniana. Despertó mucha polémica tras su publicación debido al gran descontento manifestado por la escritora con el orden consolidado de las relaciones entre ambos géneros, puesto que la mujer es el género sometido a la opresión social y sexual del patriarcado, al igual que al totalitarismo. La novela fue analizada bajo el punto de vista de la teoría postcolonial. También inspiro muchos estudios comparativos los cuales relacionaron sus escritos con los de Jamaica Kincaid, Asia Djebar, Angela Carter y Nicole Broussard, entre otras. La novela también fue analizada por su estilo tan distinguido, caracterizado por la fusión entre la voz poética e intelectual, que da lugar a una estructura compleja. Utiliza algunas características de la “ècriture fémenine”, en especial el escribir sobre “las experiencias del cuerpo”.
Su segunda novela, titulada Museum of Abandoned Secrets (2009), aborda seis décadas de la historia ucraniana contemporánea, recogiendo la resistencia y oposición al régimen colonial soviético en el siglo XX. La novela expone la realidad detrás de aquella visión occidental de “amistad de naciones” entre los países de la URSS, el mito que la Rusia de Putin todavía querría perpetuar.
Su libro de no ficción más famoso es Notre Dame d’Ukraine (2007). Éste no sólo se centra en Lesya Ukrayinka (1871-1913), una de las escritoras más destacadas de la literatura ucraniana de finales siglo, sino también en el estudio de la intelectualidad ucraniana de la época y sus valores culturales. En este innovador volumen, muestra el legado europeo de Ucrania en lo que respecta a la tradición caballeresca y las formas en que ésta moldeó la literatura y mentalidad ucraniana.
Su libro Let My People Go (2005), ganó en 2006 el premio de la revista “Korrespondent” al mejor libro documental ucraniano, seguido por Museum of Abandoned Secrets en 2010.

## Obra

### Poesía
- May Frost (1985) Травневий іній
- The Conductor of the Last Candle (1990) Диригент останньої свічки
- Hitchhiking (1994) Автостоп
- Second Attempt (2005) Друга спроба
- A Kingdom Of Fallen Statues: Poems And Essays (1996) Королівство полеглихстатуй: вірші та есе

### Prosa
- Field Work in Ukrainian Sex (1996) Польові дослідження з українського сексу
- Sister, Sister (2003) Сестро, сестро
- The Museum of Abandoned Secrets (2009) Музей покинутих секретів

### No ficción
- Notre Dame d'Ukraine: Ukrayinka in the Conflict of Mythologies (2007) Notre Dame d'Ukraine: Українка в конфлікті міфологій
- Let my People Go: 15 Texts About Ukrainian Revolution (2005) Let my people go. 15 текстів про українську революцію
- The Fortinbras Chronicles (1999) Хроніки від Фортінбраса
- Philosophy of the Ukrainian Idea and the European Context: Franko Period (1992) Філософія української ідеї та європейський контекст: Франківський період
- Ukrainian Palimpsest. Conversations of Oksana Zabuzhko and Iza Chruslinska (2013) "Ukraiński palimpsest. Rozmowy Oksany Zabużko z Izą Chruślińską"

### Relatos
- Your Ad Could Go Here: Stories (2014) (Primer libro de la autora publicado en inglés)

### Textos traducidos al inglés
- O. Zabuzhko Girls, traducido por Askold Melnyczuk.
- O. Zabuzhko I, Milena in: The Third Shore: Women's Fiction from East Central Europe (Rústica) de Agata Schwartz, Luise von Flotow. También se encuentra en: Two Lands, New Visions: Stories from Canada and Ukraine de Janice Kulyk Keefer (editora), Solomea Pavlychko (editora).
- O. Zabuzhko Field Work In Ukrainian Sex, traducido por Halyna Hryn.
- A Kingdom of Fallen Statues. Poems and Essays by Oksana Zabuzhko. Traducido por Marco Carynnyk, Askold Melnyczuk, Michael M.Naydan, Wanda Phipps, Lisa Sapinkopf, Douglas Burnet Smith y Virlana Tkacz.
- O. Zabuzhko The Museum of Abandoned Secrets, traducido por Nina Shevchuk-Murray.